# Dawnabius pectinatus
Genre
Espèce
Synonymes
- Assamia pectinata Roewer, 1912

Dawnabius pectinatus, unique représentant du genre Dawnabius, est une espèce d'opilions laniatores de la famille des Assamiidae.

## Distribution
Cette espèce est endémique de Birmanie. Elle se rencontre dans les Dawna Hills.

## Description
L'holotype  mesure 5 mm.

## Systématique et taxinomie
Cette espèce a été décrite sous le protonyme Assamia pectinata par Roewer en 1912. Elle est placée dans le genre Dawnabius par Roewer en 1935.

## Publications originales
- Roewer, 1912 : « Die Familien der Assamiiden und Phalangodiden der Opiliones-Laniatores. (= Assamiden, Dampetriden, Phalangodiden, Epedaniden, Biantiden, Zalmoxiden, Samoiden, Palpipediden anderer Autoren). » Archiv für Naturgeschichte, sér. A, vol. 78, no 3, p. 1–242 (texte intégral).
- Roewer, 1935 : « Alte und neue Assamiidae. Weitere Weberknechte VIII (8. Ergänzung der "Weberknechte der Erde" 1923). » Veröffentlichungen aus dem Deutschen Kolonial- und Übersee-Museum in Bremen, vol. 1, no 3, p. 1–168.